# Doryrhamphus excisus
Doryrhamphus excisus är en fiskart som beskrevs av Johann Jakob Kaup 1856. Doryrhamphus excisus ingår i släktet Doryrhamphus och familjen kantnålsfiskar.

## Underarter
Arten delas in i följande underarter:
- D. e. paulus
- D. e. excisus
- D. e. abbreviatus